# Brad Friedel
Bradley Howard „Brad“ Friedel (* 18. Mai 1971 in Lakewood, Ohio) ist ein ehemaliger US-amerikanischer Fußballtorhüter und heutiger -trainer. Der 82-fache Nationalspieler nahm für die USA an drei Fußball-Weltmeisterschaften teil, gehörte zur US-Auswahl bei den Olympischen Spielen 1992 und hält in der englischen Premier League mit 310 Einsätzen den Rekord für die meisten absolvierten Spiele in Folge.
Friedel trainierte zuletzt New England Revolution in der Major League Soccer, wo er Anfang Mai 2019 entlassen wurde.

## Karriere als Aktiver

### Verein

#### Ausbildung und erste Kurzengagements (bis 1997)
Friedel wuchs in Bay Village, Ohio auf und besuchte dort die Westerly Elementary School, später die Bay Middle School und zuletzt die Bay High School. In seinen sportlichen Aktivitäten interessierte er sich neben dem Fußball auch für Tennis und Basketball. In der zuletzt genannten Sportart gelang es ihm, in die Schülerauswahl von Ohio berufen zu werden. Ab 1990 besuchte er die UCLA in Los Angeles, wo er zum Probetraining der Basketballauswahl der UCLA Bruins eingeladen wurde. Letztlich entschied er sich aber für die Fußballabteilung der Bruins. Bereits im ersten Collegejahr gewann er mit seinem Team die Meisterschaft in der NCAA. In den beiden folgenden Jahren etablierte er sich als bester College-Torhüter, gewann in beiden Jahren die Auszeichnung zum „First Team All American“ und erhielt 1992 die Hermann Trophy als bester Universitätsfußballer.
Einer weiteren akademischen Laufbahn ging Friedel, der ab 1992 auch der US-amerikanischen Nationalmannschaft angehörte, nicht nach, sondern plante stattdessen eine Karriere als professioneller Fußballer bevorzugt bei Vereinen in Europa. Zum Ende der WM 1994, bei der er mit dem US-Team im Achtelfinale ausschied, wurde Kevin Keegan, damaliger Cheftrainer von Newcastle United, auf ihn aufmerksam. Keegan nahm ihn unter Vertrag, doch wegen einer fehlenden Arbeitserlaubnis für Friedel in England war die Vereinbarung ungültig. Zu Beginn des Jahres 1995 wurde Friedel zweiter Torwart hinter Mogens Krogh beim dänischen Erstligisten Brøndby IF. Er bestritt zehn Partien für den Verein, bevor das Engagement nach rund einem halben Jahr endete.
Anfang der Saison 1995/96 wechselte er zum türkischen Spitzenklub Galatasaray Istanbul, der zu diesem Zeitpunkt vom schottischen Trainer Graeme Souness betreut wurde. Wie dieser blieb Friedel ein Jahr in der Metropole am Bosporus und gewann zum Saisonabschluss in zwei Ausscheidungsspielen gegen Fenerbahçe Istanbul den türkischen Pokal. Anschließend kehrte er in die USA zurück und schloss sich dort in der laufenden ersten Saison der Major League Soccer dem Verein Columbus Crew an. Friedel gelang es, in den neun verbliebenen Partien, in denen er sieben Gegentreffer hinnehmen musste, den bisherigen Stammtorwart Bo Oshoniyi aus der Startaufstellung zu verdrängen. Auch in der darauffolgenden Saison war Friedel Stammtorhüter des Vereins und wurde darüber hinaus zum besten Torhüter in der MLS („MLS Goalkeeper of the Year“) gekürt sowie ins Allstar-Team („MLS Best XI“) gewählt.

#### FC Liverpool (1997–2000)
Kurz vor Weihnachten 1997 wechselte Friedel wieder nach Europa in die englische Premier League zum FC Liverpool. Der damalige Cheftrainer Roy Evans hatte den US-Amerikaner ursprünglich als Ersatzmann hinter Stammtorhüter David James vorgesehen. Nach einer Reihe schwacher Spiele von James stand Friedel am 28. Februar 1998 in der Partie gegen Aston Villa erstmals in der Startformation. Friedel fiel in der Folge mit lautstarken Kommandos an seine Vorderleute und durch eine körperlich aggressive Spielweise auf. Häufige Wechsel in der Mannschaftsaufstellung behinderten jedoch auch ihn in den gezeigten Leistungen. Die um den französischen Trainer Gérard Houllier erweiterte sportliche Leitung des Vereins setzte ihn nach Schwächen in den Begegnungen gegen Charlton Athletic im September 1998 und kurz darauf gegen Manchester United nur noch in sportlich unbedeutenden Partien und in der Reservemannschaft ein. Nach dem Wechsel von James zu Aston Villa wurde dessen Nachfolger Sander Westerveld von Vitesse Arnheim zum neuen Stammtorhüter bei den Reds. Mit Ausnahme dreier Pflichtspieleinsätze im Oktober 1999 aufgrund einer Verletzung von Westerveld wurde Friedel in der Saison 1999/2000 zu seiner Enttäuschung nicht mehr berücksichtigt. Schließlich nahm er im November 2000 die Möglichkeit für einen ablösefreien Wechsel zum Zweitligisten Blackburn Rovers wahr.

#### Blackburn Rovers (2000–2008)

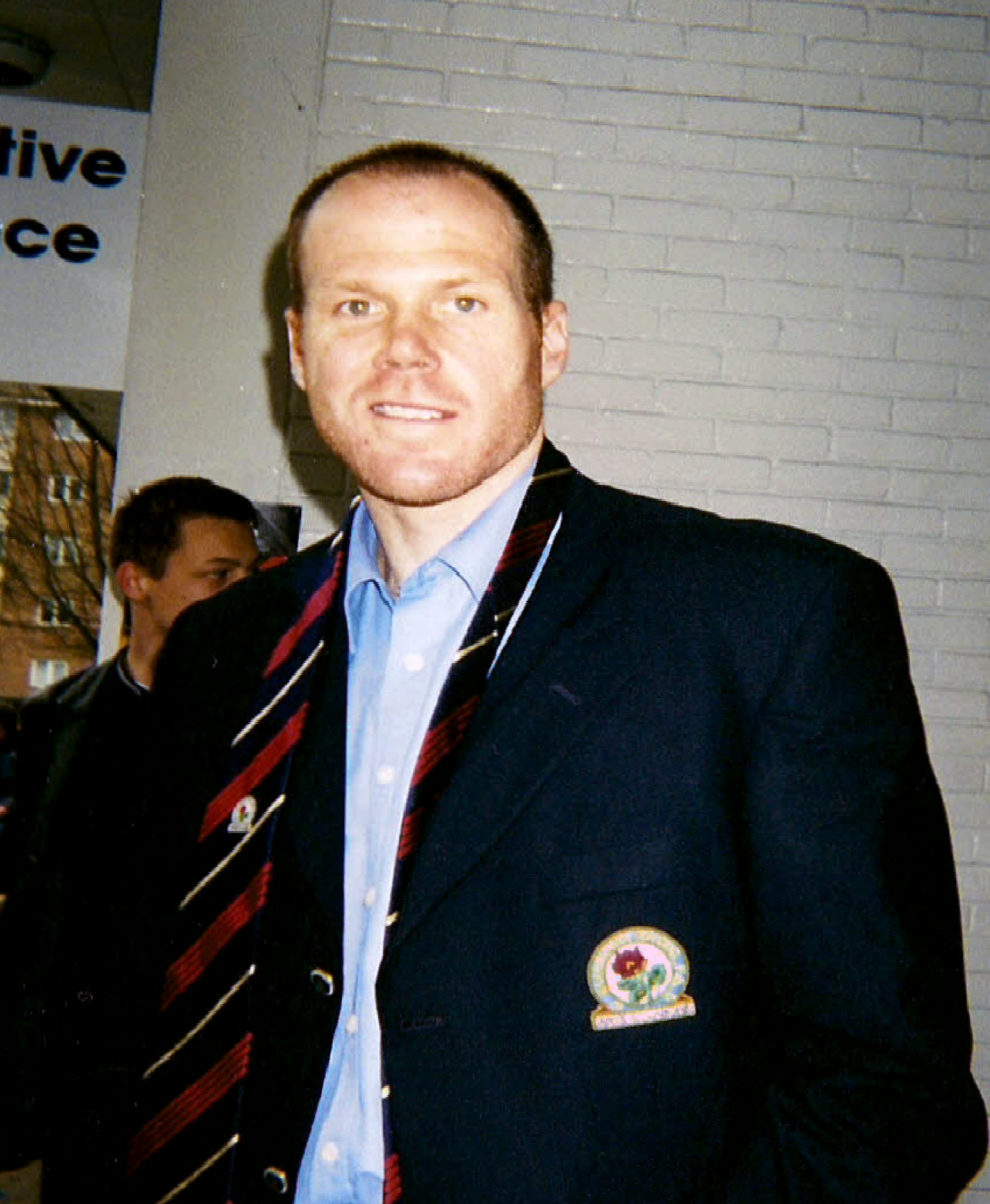
Brad Friedel (2001)

Bei den Rovers stand Friedel in Konkurrenz zu den etablierten Torhütern John Filan, Alan Kelly und Alan Miller. Cheftrainer Graham Souness, der bereits in Istanbul mit Friedel erfolgreich zusammengearbeitet hatte, sah in der Neuverpflichtung jedoch von Beginn an eine neue Stammkraft. Obwohl sich Friedel wegen der spielerischen Überlegenheit der Mannschaft gegenüber anderen Zweitligateams in der Saison 2000/01 kaum auszeichnen konnte, überzeugte er insbesondere durch eine gute Leistung in der Partie gegen den FC Wimbledon und stieg am Ende der Saison mit den Rovers als Tabellenzweiter in die Premier League auf.
Seine individuelle Entwicklung als ein sicherer und reaktionsschneller Torhüter setzte sich auch in Englands höchster Spielklasse erfolgreich fort. Durch seine verbesserten Fähigkeiten trug er dazu bei, dass die Mannschaft die Saison 2001/02 im gesicherten Tabellenmittelfeld beendete. Zudem siegten die Rovers im Finale des Ligapokal durch ein 2:1 gegen die Tottenham Hotspur und Friedel wurde zum besten Spieler der Begegnung („Man of the Match“) gewählt. In der Saison 2002/03 blieb er in 15 Spielen ohne Gegentor und entwickelte sich zu einem unangenehmen Gegner von Elfmeterschützen. Am Saisonende qualifizierte sich Blackburn als Tabellensechster für die Teilnahme am UEFA-Pokal und er selbst wurde von den Vertretern der Spielergewerkschaft PFA in die Mannschaft des Jahres („PFA Team of the Year“) gewählt.
Erste sportliche Rückschläge mit der Mannschaft musste er in der Saison 2003/04 hinnehmen, als auch seine Leistungen hinter einer zuweilen unorganisiert wirkenden Abwehrreihe um den deutschen Neuzugang Markus Babbel nachließen. Als erstem Blackburn-Torhüter überhaupt gelang ihm am 21. Februar 2004 bei Charlton Athletic in der letzten Spielminute ein Tor, dem jedoch im direkten Gegenzug der Siegtreffer der Addicks zum 3:2 folgte.
Mit Hilfe von Andy Todd und Neuzugang Ryan Nelsen in der Innenverteidigung konsolidierten sich auch Friedels Abwehrleistungen in der Saison 2004/05 unter dem neuen Trainer Mark Hughes. Erneut blieb Friedel in 15 Ligapartien ohne Gegentor und zeigte insbesondere in den beiden Partien gegen Manchester United außergewöhnliche Paraden. Auch im FA-Cup-Halbfinale gegen den FC Arsenal stachen seine Leistungen trotz der 0:3-Niederlage hervor. In einer immer besser aufeinander eingestellten Defensive übertraf Friedel in der Saison 2005/06, in der er seltener als zuvor zum Eingreifen gefordert war, mit 16 Ligapartien ohne Gegentor seinen Vorjahreswert.
Die für die Rovers weniger erfolgreiche Spielzeit 2006/07 war für Friedel bereits die dritte Saison in Folge, in der er in allen Ligaspielen zum Einsatz kam. Er hielt vier Strafstöße und bewahrte seine Mannschaft durch eine zweimalige Rettungsaktion kurz vor Spielende des FA-Cup-Achtelfinales gegen den FC Arsenal vor dem Ausscheiden.
Die Saison 2007/08, in der er konstant gute Leistungen im Allgemeinen und eine außergewöhnlich gute Leistung gegen Manchester United zeigte, war Friedels letzte Spielzeit bei den Blackburn Rovers. Der inzwischen 37-jährige Torwart ließ sich durch einen von seinem Landsmann und Vereinseigner Randy Lerner angebotenen Dreijahresvertrag zu einem vorzeitigen Wechsel zu Aston Villa überzeugen. Der erforderlichen Vertragsauflösung kamen die Rovers ihrerseits nach Erhalt einer Ablösesumme von 2,5 Millionen Pfund von den Villans nach.

#### Aston Villa (2008–2011)
Sein Debüt für Aston Villa gab Friedel am 14. August 2008 in der zweiten Qualifikationsrunde des UEFA-Pokals gegen den isländischen Verein FH Hafnarfjörður. Cheftrainer Martin O’Neill zog ihn auch in den folgenden Spielen seinem vereinsinternen Konkurrenten und Landsmann Brad Guzan vor, so dass Friedel in der inzwischen vierten Saison nacheinander in allen Ligaspielen der Premier League zum Einsatz kam. Im November 2008 überbot er mit 167 Ligaeinsätzen in ununterbrochener Reihenfolge die bisherige Bestmarke seines vormaligen Teamkollegen David James. Dabei kam Friedel zugute, dass die Football Association nach einem, wie die nachträgliche Analyse der Fernsehbilder ergab, unberechtigten Feldverweis im Spiel gegen den FC Liverpool von einer Sperre absah.
In der Saison 2009/10 blieben von allen Torhütern der Premier League im Vergleich zu ihm nur Petr Čech vom FC Chelsea und Pepe Reina vom FC Liverpool in mehr Begegnungen ohne Gegentreffer. Die trotz seines vergleichsweise hohen Sportleralters guten Leistungen führte Friedel nach eigenen Angaben auf strikte Ernährungskontrolle und Yogaübungen zurück. In besonderer Erinnerungen blieben seine Leistungen beim 0:0 in Tottenham und beim 1:0-Derbysieg gegen Birmingham City. Die Saison 2010/11 war für Friedel die nunmehr sechste Spielzeit nacheinander ohne verpassten Ligaeinsatz, wodurch er seinen Rekord auf 275 Spiele in Serie ausbaute.

#### Tottenham Hotspur (2011–2015)

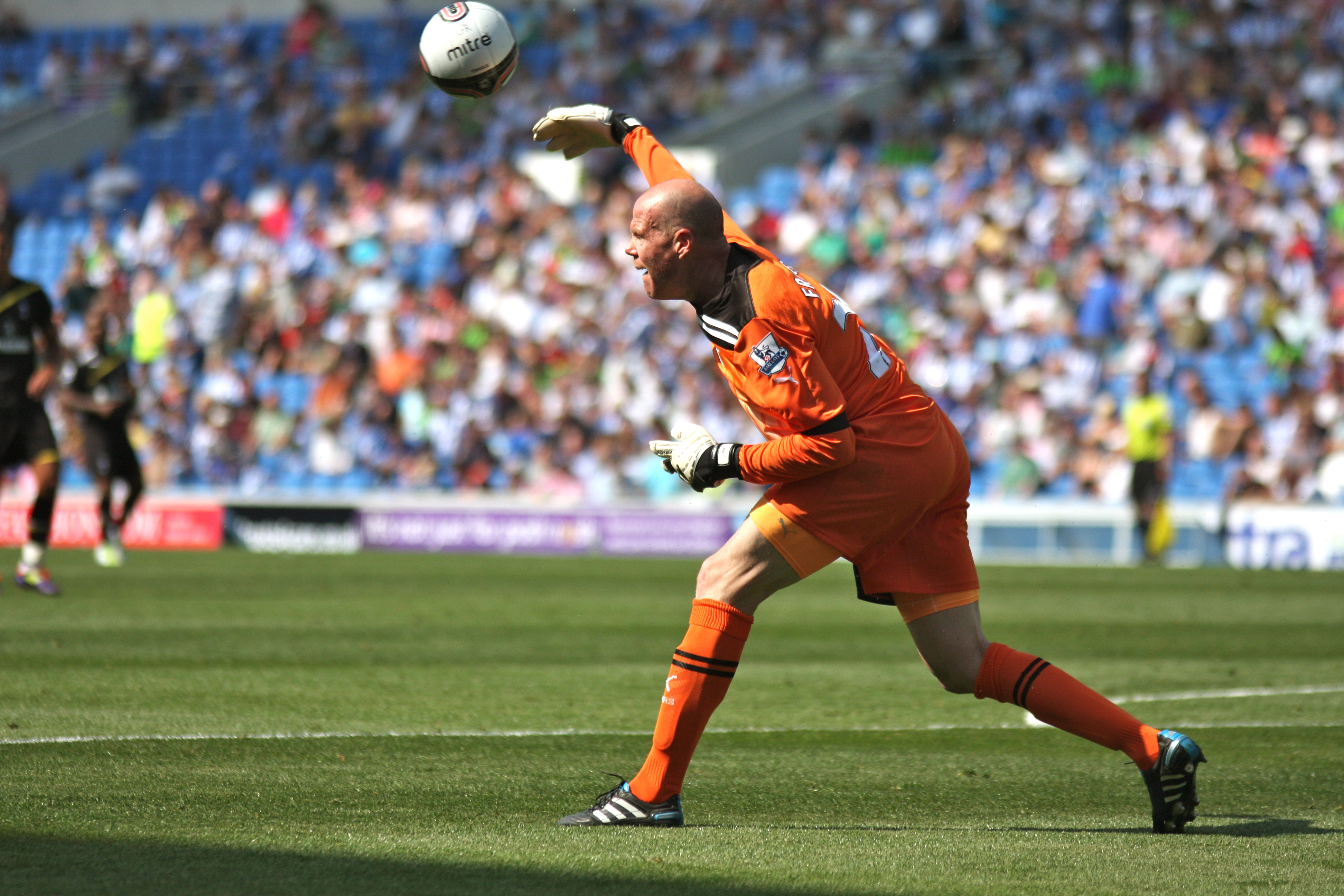
Brad Friedel (2011)

Am 3. Juni 2011 gab Aston Villa den Wechsel Friedels zu Tottenham Hotspur bekannt. Friedel unterschrieb einen Zweijahresvertrag bis zum Ende der Saison 2012/13 und setzte sich auf Anhieb gegen den bisherigen Stammtorwart Heurelho Gomes und Ersatzkeeper Carlo Cudicini durch. Am 21. April 2012 bestritt er sein 300. Premier-League-Spiel in ununterbrochener Reihenfolge. Die Serie endete nach dem 310. Einsatz am 7. Oktober 2012, als Tottenhams Trainer André Villas-Boas den Franzosen Hugo Lloris in der Partie gegen Aston Villa vorzog. Trotz des verlorenen Stammplatzes verlängerte Friedel im Dezember 2012 seinen auslaufenden Vertrag bis zum Sommer 2014. Mit den Spurs erreichte Friedel in der Saison 2012/13 das Viertelfinale der Europa League, schied dort allerdings gegen den FC Basel aus.
Mitte Mai gab Friedel bekannt, dass er seine Karriere nach Abschluss der Saison 2014/15 beenden werde. Friedel wird weiter für die Spurs als Klubbotschafter in Amerika tätig sein.

### Karriere in Auswahlmannschaften der USA
Nachdem er bereits seit 1991 in der Olympiaauswahl der USA gestanden und im Sommer 1992 an den Sommerspielen in Barcelona teilgenommen hatte, debütierte er im September 1992 im Spiel gegen Kanada in der A-Nationalmannschaft der Vereinigten Staaten. Weniger als zwei Jahre später stand er im Kader für die WM 1994 in den USA als Ersatzmann hinter Tony Meola.
In der Folgezeit stand er 1993 als Stammkeeper und 1995 im Wechsel mit Kasey Keller bei den Copa-América-Turnieren im Tor. Bei der WM 1998 in Frankreich war er zunächst nur Ersatztorhüter hinter Keller. Erst im dritten Gruppenspiel gegen Jugoslawien erhielt er den Vorzug; durch ein 0:1 schied man aber aus dem Turnier aus.
Als einer von drei „Nicht-Junioren“ nahm Friedel an Olympia 2000 in Sydney teil und wurde dort Vierter, die bis dahin beste Platzierung eines Fußballteams der USA. Auch in der A-Nationalmannschaft hatte er sich zwischenzeitlich als Stammtorhüter vor Keller etabliert. In dieser Funktion absolvierte er alle fünf Partien bis zum Viertelfinale bei der WM 2002 in Japan und Südkorea. Dabei hielt er in der Gruppenphase Elfmeter gegen Südkorea (1:1) und Polen (1:3). Im Achtelfinale gegen Mexiko (2:0) blieb er ohne Gegentreffer. Bei der 0:1-Niederlage im Viertelfinale gegen Deutschland, Friedels letztem Turniereinsatz, war er beim Kopfballtor durch Michael Ballack in der 39. Spielminute aus kurzer Distanz ohne Abwehrmöglichkeit.
Im Februar 2005 trat Friedel aus der Nationalmannschaft zurück. Er hatte in mehr als zwölf Jahren 82 Länderspiele absolviert.

## Trainerkarriere
Seit Januar 2016 war Friedel Trainer der U-19-Nationalmannschaft der USA. Zum 9. November 2017 wechselte er als Trainer zu New England Revolution. Dort wurde er Anfang Mai 2019 von seinen Aufgaben entbunden.

## Privatleben
Mit seiner Frau hat Friedel zwei gemeinsame Töchter. Unmittelbar nach seinem Karriereende zum Ende der Saison 2014/15 kehrte er in die USA zurück. Er hat neben der US-amerikanischen auch die britische Staatsbürgerschaft.

## Titel und Auszeichnungen

### Vereinstitel
- Türkischer Pokalsieger: 1995/96
- Englischer Ligapokalsieger: 2001/02
- NCAA-Meister: 1990

### Auszeichnungen
- Fußballer des Jahres in den USA: 2002
- PFA Team of the Year: 2003
- MLS Best XI: 1997
- Hermann Trophy: 1992